# Élections départementales françaises de 2028
Pour un article plus général, voir Élections départementales en France.
Les élections départementales françaises de 2028 visent à renouveler les 4 108 conseillers composant les 95 conseils départementaux. Elles sont prévues pour mars 2028, simultanément aux élections régionales.

## Contexte

### Scrutin précédent
Les élections départementales de 2021 ont été marquées par la pandémie de Covid-19 : d'une part le scrutin a été reporté de mars à juin, d'autre part l'abstention a été particulièrement massive, la participation lors du 1er tour étant s'étant effondrée de 50 % en 2015 à 33 % en 2021. Ces élections ont également été marquées par une forte stabilité au sein des conseils départementaux, le centre et la gauche n'ayant perdu qu'un seul président chacun, au profit de la droite. Par ailleurs l'extrême droite ne parvient non seulement pas à décrocher de présidence de département, mais connait même un fort recul, perdant plus de la moitié de ses conseillers.

### Élections européennes et législatives de 2024
Les élections européennes de 2024 ont vu l'extrême droite effectuer une percée historique : d'une part le Rassemblement national parvient à dépasser la barre des 30 %, lui permettant ainsi d'obtenir 30 eurodéputés, ce qui en fait la plus grande délégation du Parlement européen, d'autre part Reconquête réussi à dépasser le seuil électoral de 5 %, ce qui lui permet d'être également représenté à Bruxelles et qui aboutit à la création d'un troisième groupe parlementaire d'extrême droite au sein du Parlement européen. En parallèle, la liste de la coalition présidentielle s'effondre par rapport à l'élection précédente, perd près de la moitié de ses députés, et parvient à conserver la deuxième place d'une courte tête. Le soir même de l'annonce des résultats, le président de la République Emmanuel Macron annonce la dissolution de l'Assemblée Nationale et la tenue d'élections législatives anticipées.
Les élections législatives de 2024 ont été marquées par une campagne particulièrement mouvementée aboutissant à de nombreux changements au sein de la classe politique française :
À gauche, les différents partis qui étaient divisés lors des européennes parviennent à se réunir au delà des limites de la NUPES en 2022 et forment ainsi le Nouveau Front Populaire réunissant l'ensemble de la gauche ; cependant, dans le même temps, un certain nombre de cadres de la France insoumise sont purgés du parti et se réunissent pour former l'Après,.
À droite, Les Républicains s'enfoncent dans une crise majeure suite à l'annonce faite par Éric Ciotti, alors président du parti, d'une alliance avec le Rassemblement national, sans en avoir informé, et contre la volonté des autres cadres du parti, aboutissant au départ de Ciotti des Républicains et à la création de l'Union des droites pour la République. Similairement, Marion Maréchal, alors vice-présidente de Reconquête, annonce contre l'avis d'Éric Zemmour, son soutien aux candidats de l'union RN-UDR, ce qui aboutit à son exclusion ainsi qu'à celles de 3 des 4 autres eurodéputés du parti élus quelques jours plus tôt.
À la suite de cette élection, l'Assemblée nationale se retrouve fracturée et sans majorité claire. Malgré un score tout aussi historique que lors des européennes et avoir gagné le vote populaire, le RN et ses alliés ne parviennent pas à obtenir la majorité,. De la même manière, les groupes parlementaires issus du NFP enregistrent une augmentation de leur nombre de sièges, mais ne parviennent pas non plus à obtenir la majorité. Enfin la coalition présidentielle note un recul important, perd sa majorité relative de 2022 et se retrouve obligée de s'appuyer sur les députés Républicains afin de rester la force principale de la chambre basse. Le pays connait alors une période de forte instabilité politique illustrée notamment par la censure du gouvernement Barnier le 4 décembre 2024.

## Modalités

### Dates
Initialement prévue en mars 2027, ces élections ont été reportées d'un an pour éviter une trop grande proximité avec l'élection présidentielle et les élection législatives, alors prévues pour juin 2027. Elles se tiendront donc en mars 2028, simultanément aux élections régionales. Leurs dates précises seront communiquées par décret au moins 6 semaines avant le scrutin.

### Mode de scrutin
Chaque conseil départemental est composé d'un certain nombre de conseillers, élus par canton au scrutin majoritaire binominal à deux tours. Le système est paritaire : les candidatures sont présentées sous la forme d'un binôme composé d'une femme et d'un homme avec leurs suppléants (une femme et un homme également).
L'élection se termine au 1er tour si un binôme réunit la majorité absolue des suffrages exprimés et un quart des électeurs inscrits. Le cas échéant, un 2d tour a lieu où seule la majorité simple est requise,. Si aucun binôme n'est élu au 1er tour, seuls peuvent se présenter au 2d les binômes qui ont obtenu un nombre de suffrages au moins égal à 12,5 % des électeurs inscrits, sans possibilité pour les binômes de fusionner. Si un seul binôme a obtenu 12,5 % des inscrits, ou si aucun binôme n'a obtenu au moins 12,5 %, les deux binômes ayant obtenu le plus de voix au premier tour peuvent se présenter,.

### Collectivités non concernées
Plusieurs territoires constituent désormais des collectivités à statut particulier qui ne sont pas concernés par ces élections départementales :
- la Ville de Paris, qui est depuis le 1er janvier 2019 une collectivité à statut particulier qui s'est substituée à la commune de Paris et au département de Paris[20]. Son assemblée délibérante, le conseil de Paris, est élue lors des élections municipales[21], et, en dernier lieu, des élections municipales de 2026 à Paris.
- la Métropole de Lyon[22], qui exerce les compétences d'un département et d'une intercommunalité, dont le conseil de la métropole de Lyon est élu lors des élections métropolitaines, et, en dernier lieu, des élections métropolitaines de 2026 dans la métropole de Lyon, organisées en même temps que les élections municipales.
- la Corse, la Guyane et la Martinique sont des collectivités territoriales uniques, dont les assemblées délibérantes, l'assemblée de Corse, l'assemblée de Guyane et l'assemblée de Martinique exercent les compétences des conseils régionaux et des conseils départementaux. Elles sont élues en même temps que les conseils régionaux, mais selon des modalités différentes[23],[24],[25].
- les collectivités d'outre-mer (Polynésie française, Wallis-et-Futuna, Saint-Pierre-et-Miquelon, Saint-Martin et Saint-Barthélemy) et la Nouvelle-Calédonie ne sont pas des départements et n'ont donc pas de conseils départementaux.

## Résultats

### Taux de participation
| Taux de participation | 1er tour | Différence avec 2021 | 2d tour | Différence avec 2021 | Différence entre les deux tours |
| --------------------- | -------- | -------------------- | ------- | -------------------- | ------------------------------- |
| À 12 h                |          |                      |         |                      |                                 |
| À 17 h                |          |                      |         |                      |                                 |
| Final                 |          |                      |         |                      |                                 |

### Résultats nationaux
| Nuance du binôme         | Nuance du binôme | Nuance du binôme | Premier tour | Premier tour | Second tour | Second tour | Sièges | +/-           |
| Nuance du binôme         | Nuance du binôme | Nuance du binôme | Voix         | %            | Voix        | %           | Sièges | +/-           |
| ------------------------ | ---------------- | ---------------- | ------------ | ------------ | ----------- | ----------- | ------ | ------------- |
|                          |                  |                  |              |              |             |             |        |               |
|                          |                  |                  |              |              |             |             |        |               |
|                          |                  |                  |              |              |             |             |        |               |
| Suffrages exprimés       |                  |                  |              |              |             |             |        |               |
| Votes blancs             |                  |                  |              |              |             |             |        |               |
| Votes nuls               |                  |                  |              |              |             |             |        |               |
| Total                    | Total            | Total            |              | 100          |             | 100         | 4 046  | en stagnation |
| Abstentions              |                  |                  |              |              |             |             |        |               |
| Inscrits / participation |                  |                  |              |              |             |             |        |               |

### Résultats par départements

#### Présidences et nombre de conseillers
| Partis       | Partis                                    | Présidences | Présidences | Présidences   |
| Partis       | Partis                                    | Sortantes   | Élues       | +/-           |
| ------------ | ----------------------------------------- | ----------- | ----------- | ------------- |
|              | Les Républicains                          | 38          |             |               |
|              | Union des démocrates et indépendants      | 8           |             |               |
|              | Les Centristes                            | 1           |             |               |
|              | Soyons libres                             | 1           |             |               |
|              | Divers droite                             | 17          |             |               |
| Total droite | Total droite                              | 65          |             |               |
|              | Parti socialiste                          | 21          |             |               |
|              | Parti radical de gauche                   | 2           |             |               |
|              | Fédération progressiste                   | 1           |             |               |
|              | La Convention                             | 1           |             |               |
|              | Guadeloupe unie, solidaire et responsable | 1           |             |               |
|              | Divers gauche                             | 1           |             |               |
| Total gauche | Total gauche                              | 27          |             |               |
|              | Renaissance                               | 1           |             |               |
|              | Horizons                                  | 1           |             |               |
|              | Mouvement démocrate                       | 1           |             |               |
| Total centre | Total centre                              | 3           |             |               |
| Total        | Total                                     | 95          | 95          | en stagnation |

#### Tableau synthétique des présidents
| Département             | Président sortant          | Parti | Parti    | Président élu | Parti | Parti |
| ----------------------- | -------------------------- | ----- | -------- | ------------- | ----- | ----- |
| Ain                     | Jean Deguerry              |       | LR       |               |       |       |
| Aisne                   | Nicolas Fricoteaux         |       | UDI      |               |       |       |
| Allier                  | Claude Riboulet            |       | UDI      |               |       |       |
| Alpes-de-Haute-Provence | Éliane Barreille           |       | LR       |               |       |       |
| Hautes-Alpes            | Jean-Marie Bernard         |       | LR       |               |       |       |
| Alpes-Maritimes         | Charles Ange Ginésy        |       | LR       |               |       |       |
| Ardèche                 | Olivier Amrane             |       | LR       |               |       |       |
| Ardennes                | Noël Bourgeois             |       | LR       |               |       |       |
| Ariège                  | Christine Téqui            |       | PS       |               |       |       |
| Aube                    | Philippe Pichery           |       | DVD      |               |       |       |
| Aude                    | Hélène Sandragné           |       | PS       |               |       |       |
| Aveyron                 | Arnaud Viala               |       | HOR      |               |       |       |
| Bouches-du-Rhône        | Martine Vassal             |       | DVD      |               |       |       |
| Calvados                | Jean-Léonce Dupont         |       | LC       |               |       |       |
| Cantal                  | Bruno Faure                |       | LR       |               |       |       |
| Charente                | Philippe Bouty             |       | PS       |               |       |       |
| Charente-Maritime       | Sylvie Marcilly            |       | DVD      |               |       |       |
| Cher                    | Jacques Fleury             |       | LR       |               |       |       |
| Corrèze                 | Pascal Coste               |       | LR       |               |       |       |
| Côte-d’Or               | François Sauvadet          |       | UDI      |               |       |       |
| Côtes-d’Armor           | Christian Coail            |       | PS       |               |       |       |
| Creuse                  | Valérie Simonet            |       | LR       |               |       |       |
| Dordogne                | Germinal Peiro             |       | PS       |               |       |       |
| Doubs                   | Christine Bouquin          |       | LR       |               |       |       |
| Drôme                   | Marie-Pierre Mouton        |       | LR       |               |       |       |
| Eure                    | Alexandre Rassaërt         |       | DVD      |               |       |       |
| Eure-et-Loir            | Christophe Le Dorven       |       | LR       |               |       |       |
| Finistère               | Maël de Calan              |       | SL       |               |       |       |
| Gard                    | Françoise Laurent-Perrigot |       | PS       |               |       |       |
| Haute-Garonne           | Sébastien Vincini          |       | PS       |               |       |       |
| Gers                    | Jean-Pierre Pujol          |       | PS       |               |       |       |
| Gironde                 | Jean-Luc Gleyze            |       | PS       |               |       |       |
| Hérault                 | Kléber Mesquida            |       | LC       |               |       |       |
| Ille-et-Vilaine         | Jean-Luc Chenut            |       | PS       |               |       |       |
| Indre                   | Marc Fleuret               |       | UDI - LC |               |       |       |
| Indre-et-Loire          | Nadège Arnault             |       | DVD      |               |       |       |
| Isère                   | Jean-Pierre Barbier        |       | LR       |               |       |       |
| Jura                    | Gérôme Fassenet            |       | LR       |               |       |       |
| Landes                  | Xavier Fortinon            |       | PS       |               |       |       |
| Loir-et-Cher            | Philippe Gouet             |       | UDI      |               |       |       |
| Loire                   | Georges Ziegler            |       | LR       |               |       |       |
| Haute-Loire             | Marie-Agnès Petit          |       | LR       |               |       |       |
| Loire-Atlantique        | Michel Ménard              |       | PS       |               |       |       |
| Loiret                  | Marc Gaudet                |       | UDI      |               |       |       |
| Lot                     | Serge Rigal                |       | DVG      |               |       |       |
| Lot-et-Garonne          | Sophie Borderie            |       | PS       |               |       |       |
| Lozère                  | Laurent Suau               |       | FP       |               |       |       |
| Maine-et-Loire          | Florence Dabin             |       | DVD      |               |       |       |
| Manche                  | Jean Morin                 |       | DVD      |               |       |       |
| Marne                   | Jean-Marc Roze             |       | DVD      |               |       |       |
| Haute-Marne             | Nicolas Lacroix            |       | LR       |               |       |       |
| Mayenne                 | Olivier Richefou           |       | UDI      |               |       |       |
| Meurthe-et-Moselle      | Chaynesse Khirouni         |       | PS       |               |       |       |
| Meuse                   | Jérôme Dumont              |       | DVD      |               |       |       |
| Morbihan                | David Lappartient          |       | DVD      |               |       |       |
| Moselle                 | Patrick Weiten             |       | UDI      |               |       |       |
| Nièvre                  | Fabien Bazin               |       | PS       |               |       |       |
| Nord                    | Christian Poiret           |       | DVD      |               |       |       |
| Oise                    | Nadège Lefebvre            |       | LR       |               |       |       |
| Orne                    | Christophe de Balorre      |       | LR       |               |       |       |
| Pas-de-Calais           | Jean-Claude Leroy          |       | PS       |               |       |       |
| Puy-de-Dôme             | Lionel Chauvin             |       | LR       |               |       |       |
| Pyrénées-Atlantiques    | Jean-Jacques Lasserre      |       | MoDem    |               |       |       |
| Hautes-Pyrénées         | Michel Pélieu              |       | PRG      |               |       |       |
| Pyrénées-Orientales     | Hermeline Malherbe         |       | PS       |               |       |       |
| Alsace                  | Frédéric Bierry            |       | LR       |               |       |       |
| Rhône                   | Christophe Guilloteau      |       | LR       |               |       |       |
| Haute-Saône             | Laurent Seguin             |       | PS       |               |       |       |
| Saône-et-Loire          | André Accary               |       | LR       |               |       |       |
| Sarthe                  | Dominique Le Mèner         |       | DVD      |               |       |       |
| Savoie                  | Hervé Gaymard              |       | DVD      |               |       |       |
| Haute-Savoie            | Martial Saddier            |       | LR       |               |       |       |
| Seine-Maritime          | Bertrand Bellanger         |       | RE       |               |       |       |
| Seine-et-Marne          | Jean-François Parigi       |       | LR       |               |       |       |
| Yvelines                | Pierre Bédier              |       | DVD      |               |       |       |
| Deux-Sèvres             | Coralie Dénoues            |       | DVD      |               |       |       |
| Somme                   | Christelle Hiver           |       | DVD      |               |       |       |
| Tarn                    | Christophe Ramond          |       | PS       |               |       |       |
| Tarn-et-Garonne         | Michel Weill               |       | PRG      |               |       |       |
| Var                     | Jean-Louis Masson          |       | LR       |               |       |       |
| Vaucluse                | Dominique Santoni          |       | LR       |               |       |       |
| Vendée                  | Alain Lebœuf               |       | LR       |               |       |       |
| Vienne                  | Alain Pichon               |       | DVD      |               |       |       |
| Haute-Vienne            | Jean-Claude Leblois        |       | PS       |               |       |       |
| Vosges                  | François Vannson           |       | LR       |               |       |       |
| Yonne                   | Grégory Dorte              |       | LR       |               |       |       |
| Territoire de Belfort   | Florian Bouquet            |       | LR       |               |       |       |
| Essonne                 | François Durovray          |       | LR       |               |       |       |
| Hauts-de-Seine          | Georges Siffredi           |       | LR       |               |       |       |
| Seine-Saint-Denis       | Stéphane Troussel          |       | PS       |               |       |       |
| Val-de-Marne            | Olivier Capitanio          |       | LR       |               |       |       |
| Val-d’Oise              | Marie-Christine Cavecchi   |       | LR       |               |       |       |
| Guadeloupe              | Guy Losbar                 |       | GUSR     |               |       |       |
| La Réunion              | Cyrille Melchior           |       | LR       |               |       |       |
| Mayotte                 | Ben Issa Ousseni           |       | LR       |               |       |       |